# Kościół św. Wojciecha w Międzyrzeczu
Kościół pw. św. Wojciecha w Międzyrzeczu – rzymskokatolicki kościół parafialny w Międzyrzeczu, w województwie lubuskim. Należy do dekanatu Pszczew diecezji zielonogórsko-gorzowskiej.

## Historia
Świątynia została wzniesiona w 1834 jako kościół protestancki. Jego głównym fundatorem był król Fryderyk Wilhelm III Pruski. Projekt budowli dostarczyła Naczelna Deputacja Budowlana – według tradycji było to dzieło Karla Friedricha Schinkla. Kościół został poświęcony przez biskupa ewangelickiego D. Freymarka. Po 1945 kościół został przejęty przez katolików. Dla kultu rzymskokatolickiego został poświęcony w dniu 7 grudnia 1947. W 1978 stała się samodzielnym kościołem parafialnym. W latach 1980–1990 budowla otrzymała częściowy nowy wystrój.

## Architektura

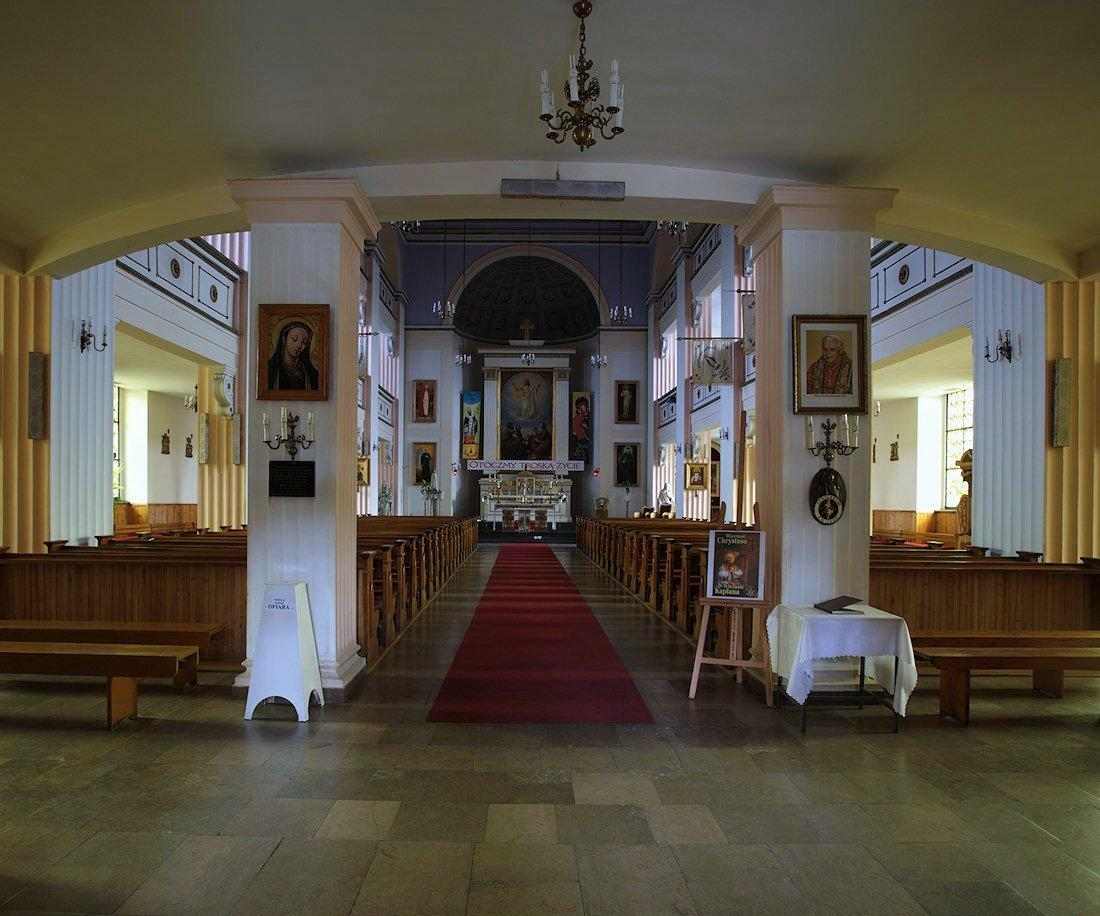
Wnętrze świątyni

Budowla reprezentuje styl późno klasycystyczny. Składa się z jednej nawy. Jego fasada jest dwukondygnacyjna, trójosiowa, zwieńczona jest trójkątnym naczółkiem i wieżą, wyposażoną w obeliskowy hełm z pozłacanym krzyżem. W ołtarzu głównym jest umieszczony obraz z 1835 roku, który przedstawia Chrystusa i czterech ewangelistów.